# Перисад

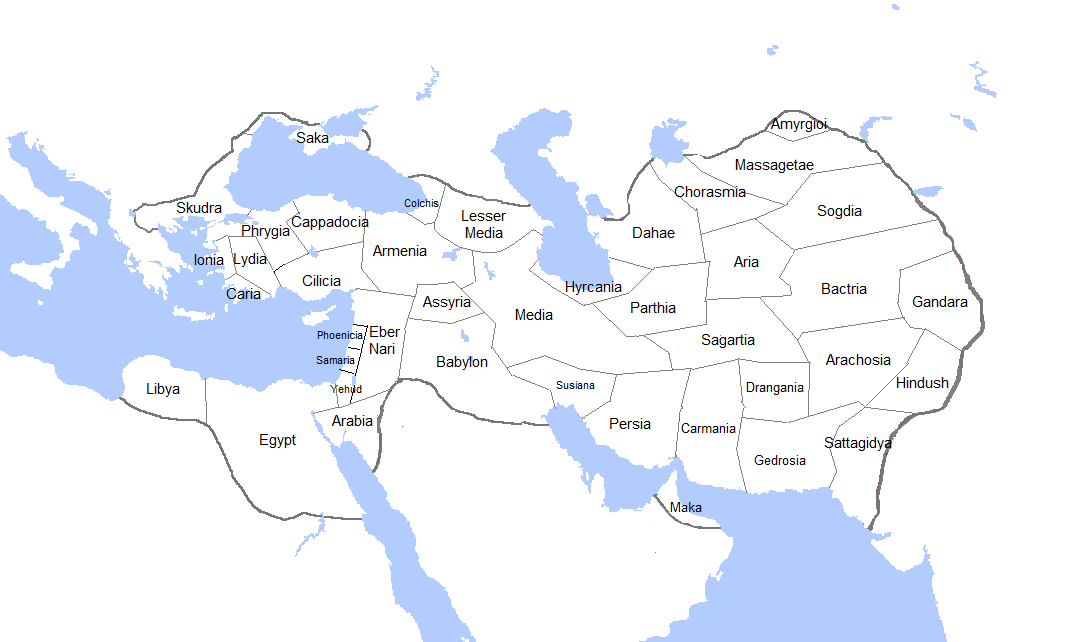
Сатрапії Скудра і Сака на мапі Персії

Перисад (5 ст. до н. е.) — монарх (архонт) Боспорської держави з династії Археанактидів, що правив з бл. 470 р. до н. е. до 450 р. до н. е.
Після того як бл. 492 р. до н. е. перські війська Дарія І підкорили Північне Причорномор'я і Крим, були утворені сатрапії Скудра і Сака. Контроль над цими землями зберігався й під час правління Ксеркса І до 479 р. до н. е.
Після цього починає утворюватись незалежна Боспорська держава на чолі якої став архонт Археанакт (480—470 р. до н. е.). Згідно з Діодором Сицилійським, перша династія правителів Боспорської держави, відомих як Археанактиди, правила протягом сорока двох років.
Перисад — ім'я перського походження. Він змінив на троні Боспорської держави Археанакта. Тому його називають також Археанактид II.
Історія Боспора цього часу може бути деталізована лише завдяки нумізматиці. При Археанактидах в Пантіпакеї починають карбувати власну монету, спочатку з написом APOL (на честь Аполлона). Введення в ужиток третьої групи монет (у 460—455 р. до н. е.) — на аверсі яких зображено голову лева у фас, а на реверсі — зірка, пов'язана з правителем, названим істориком В. А. Анохіним, Археанактидом II, що самостійно визначав тип карбування монет та правив в той час у Боспорській державі.
Після нього правили Левкон (бл. 450—440 рр. до н. е.) і Сагавр (бл. 440—438 рр. до н. е.).